# DXF
DXF是AutoCAD DXF（Drawing Interchange Format或者Drawing Exchange Format）的简称，它是Autodesk公司开发的用于AutoCAD与其它软件之间进行CAD数据交换的CAD数据文件格式。
DXF于1982年12月作为AutoCAD 1.0的一部分首次面世，用于从未公开的AutoCAD内部文件格式DWG的一种精确表示。目前Autodesk在它的网站上公布有从1994年11月发布的AutoCAD Release 13到2006年3月发布的AutoCAD 2007的DXF规范。
从1988年10月发布的AutoCAD Release 10开始DXF同时支持ASCII与二进制格式数据。早期的版本只支持ASCII格式。
随着AutoCAD功能越来越强大，支持的对象类型越来越复杂，DXF的作用也日渐减弱。包括ACIS实体与区域在内的一些对象类型都没有介绍。其它一些对象类型，包括AutoCAD 2006的动态块以及所有AutoCAD vertical-market版本特有的对象，都只有部分的介绍，而且开发人员无法根据这些信息进行全面的支持。
几乎所有的商用软件开发商，包括所有的Autodesk的竞争对手都选择DWG作为与AutoCAD进行数据交换的主要格式，他们使用的函数库是Open Design Alliance这个非营利性业界协会对DWG文件格式进行逆向工程得到的。

## 文件结构
ASCII格式的DXF可以用文本编辑器进行查看。DXF文件的基本组成如下所示：
- HEADER部分 - 图的总体信息。每个参数都有一个变量名和相应的值。
- CLASSES部分 - 包括应用程序定义的类的信息，这些实例将显示在BLOCKS、ENTITIES以及

OBJECTS部分。通常不包括用于充分用于与其它应用程序交互的信息。
- TABLES部分 - 这部分包括命名条目的定义。

Application ID（APPID）表
Block Recod（BLOCK_RECORD）表
Dimension Style（DIMSTYPE）表
Layer（LAYER）表
Linetype（LTYPE）表
Text style（STYLE）表
User Coordinate System（UCS）表
View（VIEW）表
Viewport configuration（VPORT）表
- BLOCKS部分-这部分包括Block Definition实体用于定义每个Block的组成。
- ENTITIES部分-这部分是绘图实体，包括Block References在内。
- OBJECTS部分-包括非图形对象的数据，供AutoLISP以及ObjectARX应用程序所使用。
- THUMBNAILIMAGE部分-包括DXF文件的预览图。
- END OF FILE